# 六紋擬守瓜
六紋擬守瓜（学名：Paridea (Paraulaca）为金花蟲科擬守瓜屬下的一个种。